# Zirconia cúbica
La circonia cúbica, también llamada circonita o zirconita, es la forma cristalina cúbica del óxido de zirconio ZrO2. Es una piedra artificial utilizada como imitación del diamante, y aunque es un error común, jamás se la puede denominar piedra sintética al no existir como piedra natural y por tanto no es la síntesis de un mineral, sino una piedra creada artificialmente. El material es duro, sin fallas ópticas, y generalmente incoloro, pero puede producirse en una variedad de colores diferentes. No debe ser confundido con el zircón, que es un silicato de zirconio (ZrSiO4).
Debido a su bajo coste, durabilidad y semejanza visual, muy cercana al diamante, la zirconia cúbica se ha mantenido como el más importante competidor gemológico y económico del diamante desde 1976. Su principal competencia como gema sintética es un material más recientemente cultivado, la moissanita sintética.

## Aspectos técnicos
Como su nombre implica, la circonita cúbica es cristalográficamente isométrica y, como el diamante también es isométrico, es un atributo importante de un material con capacidad potencial de simular al diamante. Durante el proceso de fabricación, el óxido de zirconio podría formar cristales monoclínicos, forma más estable bajo condiciones atmosféricas normales. Se requiere un estabilizador para la formación del cristal cúbico; típicamente puede ser óxido de itrio o calcio, el tipo y cantidad de estabilizador usado depende de los múltiples procedimientos de los fabricantes individuales. En consecuencia, las propiedades físicas y ópticas de la zirconia cúbica varían, con sus valores en distintos rangos.
Es una sustancia densa, con una gravedad específica entre 5,6 y 6,0, al menos 1,6 veces más densa que el diamante. La circonia cúbica es relativamente dura, con un valor de 8 en la escala de Mohs, mucho más dura que la mayoría de gemas naturales. Su índice de refracción es alto, a 2,15-2,18 (intervalo B-G, comparado con 2,42 para los diamantes), y su lustre es subdiamantino. Su dispersión óptica es muy alta, a 0,058 - 0,066, excediendo el del diamante (0,044). La circonia cúbica exhibe fractura concoidea.
Bajo luz ultravioleta de onda corta, la zirconia cúbica suele ser luminescente, emitiendo luz de color amarillo, amarillo verduzco o beige. A longitudes de onda más largas en el UV, el efecto disminuye significativamente, viéndose a veces un brillo blanquecino. Las piedras coloreadas pueden mostrar un espectro de absorción fuerte, complejo, propio de las tierras raras.